# Salesius Krügner
Salesius Krügner (* 26. Juli 1781 in Niklasberg; † 5. November 1842 in Osek) war Abt des Klosters Osek.

## Leben
Krügner studierte in Prag und trat 1801 in die Zisterzienserabtei Osek ein. 1805 wurde er zum Priester geweiht. Von 1808 bis 1815 war er Professor für Kirchengeschichte und kanonisches Recht an der theologischen Hauslehranstalt des Stiftes, 1808–1812 Novizenmeister und Subprior, 1813–1816 Abtsekretär.
Als Propst im Kloster St. Marienstern in Sachsen (1818–1835) gründete Krügner dort ein Erziehungsinstitut für Mädchen. Am 14. Januar 1835 wurde er zum Abt von Osek gewählt und war zugleich Visitator und Generalvikar für Böhmen und die Lausitz. Auch in Osek ließ er eine Mädchenschule bauen. Die 1840 angebotene Erhebung zum Bischof von Breslau lehnte er ab.